# Marijo Strahonja
Marijo Strahonja (21. kolovoza 1975.), hrvatski nogometni sudac i televizijski analitičar sudačkih odluka. 
Nalazio se na međunarodnom popisu FIFA-e. Sudio je kvalifikacijske utakmice kupa UEFA-e, a sudio je i utakmicu kvalifikacija za Svjetsko prvenstvo 2010. između Farskih otoka i Rumunjske.
2018. nakon odlaska Matea Beusana u mirovinu postaje sudački analitičar Hrvatske radiotelevizije. 
U prosincu 2023. odlazi s HRT-a.
Trenutačno živi u Zaprešiću.